# Специоз
Специоз (лат. Speciosus; V век) — политический деятель раннего Средневековья при Теодорихе Великом.

## Биография
Согласно Fasti Augustani, в 496 году был консулом вместе с Флавием Павлом. В других фастах его имя не значится.
По-видимому был назначен Теодорихом Великим, однако не был признан Анастасием I и его имя было стерто на Западе (возможно по приказу Теодориха, желавшего улучшить отношения с Востоком).
Также был патрицием и трижды префектом Рима между 493 и 496 годами.
Исходя из его имени делается предположение, что он был связан со Специозой (religiosa femina) и её сестрами, которые, в свою очередь, были связаны с префектом претория Востока Олибрием.